# Chałupki (powiat zawierciański)
Chałupki – wieś w Polsce, w województwie śląskim, w powiecie zawierciańskim, w gminie Szczekociny.
W latach 1975–1998 miejscowość należała administracyjnie do województwa częstochowskiego.
Przez wieś przechodzi  żółty szlak turystyczny prowadzący z Moskorzewa do Szczekocin.
3 marca 2012 roku o godzinie 20:55 w Chałupkach czołowo zderzyły się dwa pociągi pasażerskie. W 2013 roku mieszkańcy uhonorowani zostali Nagrodą im. Jana Rodowicza „Anody” w dowód uznania za bohaterstwo w pomocy ofiarom katastrofy kolejowej.

## Nazwa
Nazwa miejscowości notowana była w formach Chałupki Sprowskie (1783-84), Chałupki (1787). Jest to nazwa kulturalna wywodząca się od słowa chałupka, czyli ‘mały dom’. W XVIII wieku używano także określenia Sprowskie domki za lasem.